# Notoplusia talmecana
Notoplusia talmecana är en fjärilsart som beskrevs av William Schaus 1928. Notoplusia talmecana ingår i släktet Notoplusia och familjen tandspinnare. Inga underarter finns listade i Catalogue of Life.